# Telaranea indica
Telaranea indica är en bladmossart som först beskrevs av S.C.Srivast. et P.K.Verma, och fick sitt nu gällande namn av A.E.D.Daniels et P.Daniel. Telaranea indica ingår i släktet Telaranea och familjen Lepidoziaceae. Inga underarter finns listade i Catalogue of Life.